# Мекич, Амель
Амель Мекич (хорв. Amel Mekić; 21 сентября 1981, Сараево, Югославия) — дзюдоист из Боснии и Герцеговины, чемпион Европы, участник Олимпийских игр 2008 года и 2012 годов.
На Церемонии открытия летних Олимпийских игр 2012 был знаменосцем команды Боснии и Герцеговины.

## Карьера
На Чемпионате Европы по дзюдо, проходившем в Стамбуле, завоевал золотую медаль, победив в финале грузина Левана Жоржолиани.
На Олимпиаде 2008 года, проходившей в Пекине, участвовал в весовой категории до 100 кг. В первом круге победив американца Адлера Волмара, на следующем этапе уступил казахстанцу Асхату Житкееву.
На следующей Олимпиаде 2012 года, которая проходила в Лондоне, также принял участие в категории до 100 кг. Однако на первом же этапе уступил дзюдоисту из Южной Кореи Хван Хи Тхэ.